# Tabanus auripilosus
Tabanus auripilosus är en tvåvingeart som beskrevs av Philip 1959. Tabanus auripilosus ingår i släktet Tabanus och familjen bromsar. Inga underarter finns listade i Catalogue of Life.